# Mike Riley (scheidsrechter)
Mike Riley (Leeds, 17 december 1964) is een Engels voormalig voetbalscheidsrechter. Hij was in dienst van FIFA en UEFA tussen 1999 en 2009. Ook leidde hij tussen 1996 en 2009 wedstrijden in de Premier League.
Op 21 augustus 1996 leidde Riley zijn eerste wedstrijd in de Engelse nationale competitie. Tijdens het duel tussen Leicester City en Southampton (2–1) trok de leidsman viermaal de gele en eenmaal de rode kaart. In Europees verband debuteerde hij op 30 september 1999 tijdens een wedstrijd tussen Levski Sofia en Hajduk Split in de voorronde van de UEFA Cup; het eindigde in 3–0 en Riley trok eenmaal een rode kaart. Zijn eerste interland floot hij op 24 maart 2001, toen Bulgarije met 2–1 won van IJsland. Vijf spelers ontvingen een gele kaart en een IJslandse speler kreeg rood net voor rust.
In 2002 werd Riley aangesteld als scheidsrechter tijdens de finale van de FA Cup tussen Arsenal en Chelsea. Arsenal won door goals van Ray Parlour en Fredrik Ljungberg en Riley gaf vijf gele kaarten. Later zou hij deze wedstrijd omschrijven als het 'hoogtepunt van mijn carrière'. In 2004 leidde hij de finale van de League Cup tussen Bolton Wanderers en Middlesbrough (1–2). Hier gaf hij een strafschop aan Middlesbrough, die door Boudewijn Zenden verzilverd werd. Eind 2003 werd Riley aangesteld als een van de twaalf scheidsrechters tijdens het EK 2004 in Portugal. Tijdens dit toernooi leidde hij twee duels.

## Interlands
| Datum             | Plaats                 | Wedstrijd                   | Uitslag | Competitie           | Kreeg geel | Kreeg voor de tweede keer geel en dus rood | Weggestuurd |
| ----------------- | ---------------------- | --------------------------- | ------- | -------------------- | ---------- | ------------------------------------------ | ----------- |
| 24 maart 2001     | Sofia, Bulgarije       | Bulgarije – IJsland         | 2 – 1   | WK 2002 kwalificatie | 5          | 0                                          | 1           |
| 15 augustus 2001  | Solna, Zweden          | Zweden – Zuid-Afrika        | 3 – 0   | Vriendschappelijk    | 1          | 0                                          | 0           |
| 7 oktober 2001    | Skopje, Macedonië      | Macedonië – Slowakije       | 0 – 5   | WK 2002 kwalificatie | 2          | 0                                          | 0           |
| 17 april 2002     | Saint-Denis, Frankrijk | Frankrijk – Rusland         | 0 – 0   | Vriendschappelijk    | 3          | 0                                          | 0           |
| 16 oktober 2002   | Tallinn, Estland       | Estland – België            | 0 – 1   | EK 2004 kwalificatie | 2          | 0                                          | 0           |
| 12 februari 2003  | Palma, Spanje          | Spanje – Duitsland          | 3 – 1   | Vriendschappelijk    | 1          | 0                                          | 0           |
| 29 maart 2003     | Kiev, Oekraïne         | Oekraïne – Spanje           | 2 – 2   | EK 2004 kwalificatie | 5          | 0                                          | 0           |
| 10 september 2003 | Chorzów, Polen         | Polen – Zweden              | 0 – 2   | EK 2004 kwalificatie | 5          | 1                                          | 0           |
| 30 mei 2004       | Manchester, Engeland   | Japan – IJsland             | 3 – 2   | Vriendschappelijk    | 0          | 0                                          | 1           |
| 14 juni 2004      | Lissabon, Portugal     | Bulgarije – Zweden          | 0 – 5   | EK 2004              | 6          | 0                                          | 0           |
| 19 juni 2004      | Porto, Portugal        | Duitsland – Letland         | 0 – 0   | EK 2004              | 5          | 0                                          | 0           |
| 4 september 2004  | Zagreb, Kroatië        | Kroatië – Hongarije         | 3 – 0   | WK 2006 kwalificatie | 6          | 0                                          | 1           |
| 8 juni 2005       | Tallinn, Estland       | Estland – Portugal          | 0 – 1   | WK 2006 kwalificatie | 4          | 0                                          | 0           |
| 17 augustus 2005  | Attard, Malta          | Malta – Noord-Ierland       | 1 – 1   | Vriendschappelijk    | 0          | 0                                          | 2           |
| 9 oktober 2005    | Londen, Engeland       | Australië – Jamaica         | 5 – 0   | Vriendschappelijk    | 0          | 0                                          | 0           |
| 12 oktober 2005   | Vilnius, Litouwen      | Litouwen – België           | 1 – 1   | WK 2006 kwalificatie | 5          | 0                                          | 1           |
| 25 mei 2006       | Melbourne, Australië   | Australië – Griekenland     | 1 – 0   | Vriendschappelijk    | 0          | 0                                          | 0           |
| 5 september 2006  | Londen, Engeland       | Brazilië – Wales            | 2 – 0   | Vriendschappelijk    | 0          | 0                                          | 0           |
| 11 oktober 2006   | Tbilisi, Georgië       | Georgië – Italië            | 1 – 3   | EK 2008 kwalificatie | 4          | 1                                          | 0           |
| 24 maart 2007     | Oslo, Noorwegen        | Noorwegen – Bosnië en Herz. | 1 – 2   | EK 2008 kwalificatie | 3          | 0                                          | 0           |
| 6 juni 2007       | Helsinki, Finland      | Finland – België            | 2 – 0   | EK 2008 kwalificatie | 2          | 0                                          | 0           |
| 12 september 2007 | Tirana, Albanië        | Albanië – Nederland         | 0 – 1   | EK 2008 kwalificatie | 8          | 0                                          | 1           |
| 17 november 2007  | Leiria, Portugal       | Portugal – Armenië          | 1 – 0   | EK 2008 kwalificatie | 4          | 0                                          | 0           |
| 26 maart 2008     | Londen, Engeland       | Brazilië – Zweden           | 1 – 0   | Vriendschappelijk    | 1          | 0                                          | 0           |
| 15 oktober 2008   | Wenen, Oostenrijk      | Oostenrijk – Servië         | 1 – 3   | WK 2010 kwalificatie | 3          | 0                                          | 0           |
| 19 november 2008  | Luxemburg, Luxemburg   | Luxemburg – België          | 1 – 1   | Vriendschappelijk    | 0          | 0                                          | 0           |
| 22 maart 2009     | Kópavogur, IJsland     | IJsland – Faeröer           | 1 – 2   | Vriendschappelijk    | 0          | 0                                          | 0           |
| 1 april 2009      | Istanboel, Turkije     | Turkije – Spanje            | 1 – 2   | WK 2010 kwalificatie | 6          | 0                                          | 0           |
| 6 juni 2009       | Solna, Zweden          | Zweden – Denemarken         | 0 – 1   | WK 2010 kwalificatie | 4          | 0                                          | 0           |